# Kelly Monaco
Kelly Marie Monaco (Filadelfia, Pensilvania, 23 de mayo de 1976) es una modelo, actriz y personalidad de televisión estadounidense, más conocida por su interpretación de Sam McCall en la telenovela de ABC, General Hospital, y como la ganadora de la primera temporada del programa de baile Dancing with the Stars. También fue una «Playmate del mes» de Playboy para abril de 1997, e interpretó a Livvie Locke en la telenovela Port Charles de 1997 a 2003.

## Primeros años
Kelly Monaco nació en Filadelfia, Pensilvania de Albert "Al" y Carmina Monaco. Ella es la hija mediana  y tiene cuatro hermanas: Christine, Marissa, Carmina y Amber. La familia se trasladó a los Poconos antes de que Mónaco asistiera al Pocono Mountain High School, donde comenzó por primera vez con sus clases de actuación. Después de la escuela secundaria trabajó como socorrista en un centro turístico local y asistió durante dos años al Northampton Community College.

## Carrera

### Modelaje
En 1996, Mónaco, que había estado pensando en una carrera en modelaje, envió su foto a Playboy. Como resultado, se convirtió en la Playmate del mes de abril de 1997. Durante todo su mandato con Playboy en la década de 1990,  Mónaco también apareció en muchas publicaciones de Playboy Special Edition.

### Actuación y televisión
El primer papel televisivo de Mónaco fue en el drama Baywatch de 1997 a 1998. Además de interpretar el papel de Susan en el show, Mónaco también era la doble de Carmen Electra algunas veces, debido a que Electra no podía nadar. Mónaco también tuvo papeles menores en los finales de los años 90 en las películas  BASEketball, Idle Hands y Mumford.
Mónaco tuvo dos papeles en la telenovela de ABC, Port Charles: Olivia "Livvie" Locke Morley (1999–2003) y Tess Ramsey (2002–03). Cuando ese programa terminó, se unió al elenco de la telenovela General Hospital como Samantha McCall en septiembre de 2003.
En 2003, Mónaco fue nominado para un Premio Daytime Emmy de Mejor Actriz de Reparto en una Serie de Drama por su papel en Port Charles. En 2006, Mónaco fue nuevamente nominada para un Daytime Emmy, esta vez por actriz destacada en una serie dramática por su papel como Sam McCall en General Hospital. En 2006, Mónaco también copresentó la 33.ª Emisión Anual del Daytime Emmy, con el presentadora de Dancing with the Stars, Tom Bergeron.
En marzo de 2009, Mónaco fue elegida por Donald Trump y Paula Shugart para ser uno de los jueces para el concurso Miss USA 2009.
Mónaco protagonizó la serie de televisión de E!, Dirty Soap, que se estrenó el 25 de septiembre de 2011.
Mónaco fue una miembro del elenco, y la ganadora de la temporada, junto con su pareja profesional, Alec Mazo,  en la serie de telerrealidad de ABC Dancing with the Stars, durante su primera temporada en 2005. Aunque inicialmente se enfrentó a duras críticas de los jueces, mantuvo una perspectiva positiva a lo largo de la serie. Entre los eventos que experimentó antes de su victoria fue un mal funcionamiento del vestuario en el que la correa escasa en su vestido se deshizo durante un número de baile latina.
Mónaco apareció en un cover de Maxim en 2005, la revista también la colocó en el puesto 13 en su lista anual Hot 100 en 2006.
En febrero de 2009, Mónaco amplió su currículum de baile con Peepshow, un acto de burlesque dirigido por el ganador del Premio Tony, Jerry Mitchell, que juega en el Planet Hollywood Resort and Casino en Las Vegas. Mónaco protagonizó como Bo Peep, un personaje precoz que descubre su sexualidad a lo largo del espectáculo. Mónaco protagonizó junto a la cantante y compañera de Dancing with the Stars, la contendiente Melanie Brown, hasta junio de 2009, cuando el contrato de Mónaco expiró y fue reemplazada por Holly Madison. El mismo año, Mónaco fue nombrada número uno de los modelos de portada más sexy de la década de Maxim.
El 27 de julio de 2012, se anunció que Mónaco estaría participando en la temporada 15 de Dancing with the Stars por la oportunidad de ganar un segundo trofeo mirrorball. Esta vez ella fue emparejada con Valentin Chmerkovskiy. Después de llegar la final por segunda vez, Mónaco terminó en el tercer puesto el 27 de noviembre de 2012.

## Trabajo de caridad
En julio de 2009, Mónaco y varias otras celebridades viajaron a Kenia, África, como parte del programa Feed the Children, entregando alimentos y otros suministros y visitando escuelas y orfanatos construidos por Feed the Children.
El 24 de octubre de 2009, como parte de la campaña iParticipate, Mónaco y varios de sus compañeros de General Hospital se ofrecieron para ayudar a embellecer una escuela en Los Ángeles.

## Vida personal
Cuando estaba en la secundaria, Monaco conoció a Mike González e inició una relación con él. Trabajaron juntos como salvavidas en un complejo local y asistieron a la universidad comunitaria juntos. Permanecieron juntos durante 18 años. Rompieron en 2009, pero como se ve en el episodio de estreno de la serie de televisión Dirty Soap en 2011, entonces aún no habían superado la pérdida de esa relación. La coestrella de General Hospital de Monaco, Kirsten Storms, la aconsejó a través de sus sentimientos en ese episodio convenciéndola de quemar su vestido de baile.
El 25 de abril de 2009, el apartamento de Mónaco en el Planet Hollywood Resort and Casino fue saqueado por ladrones.

## Filmografía

### Televisión
| Año           | Título                 | Papel                                                                            | Notas |
| ------------- | ---------------------- | -------------------------------------------------------------------------------- | --- |
| 1997–1998     | Baywatch               | Modelo de vuelo de cometa / Modelo en sesión de fotos / Susan, salvavidas novata | Episodios: "The Choice", "Quarantine", "Diabolique"                                                          |
| 1999          | Late Last Night        | Elaina, chica del desplegable                                                    | Película de televisión                                                                                       |
| 2000–2003     | Port Charles           | Livvie Locke / Tess Ramsey                                                       | Papel principal; 7 de julio de 2000 - 3 de octubre de 2003 Papel: 1 de octubre de 2002 - 25 de marzo de 2003 |
| 2001          | Spin City              | Enfermera                                                                        | Episodio: "A Shot In The Dark: Part 1"                                                                       |
| 2003–presente | General Hospital       | Sam McCall / Alicia Montenegro                                                   | Serie regular; 1 de octubre de 2003-presente Papel: julio-agosto de 2005                                     |
| 2005, 2012    | Dancing with the Stars | Ella misma                                                                       | Concursante: Temporada 1 & 15                                                                                |
| 2011          | Dirty Soap             | Ella misma                                                                       | Reparto principal                                                                                            |
| 2011          | The Edge of the Garden | Julie                                                                            | Película de televisión                                                                                       |
| 2015          | Baby Daddy             | Kelly Monaco                                                                     | Episodio: "Over My Dead Bonnie"                                                                              |

### Películas
| Año  | Título               | Papel                                 | Notas |
| ---- | -------------------- | ------------------------------------- | ----- |
| 1998 | BASEketball          | Sharon                                | [ 2 ] |
| 1998 | Welcome To Hollywood | Guardia de los vigilantes de la playa |       |
| 1999 | Idle Hands           | Tiffany                               | [ 3 ] |
| 1999 | Mumford              | La hija del arrendador                | [ 3 ] |

## Premios y nominaciones
| Año  | Premio             | Categoría                                      | Título           | Resultado | Ref.   |
| ---- | ------------------ | ---------------------------------------------- | ---------------- | --------- | ------ |
| 2003 | Daytime Emmy Award | Mejor actriz de reparto en una serie dramática | Port Charles     | Nominada  | [ 27 ] |
| 2006 | Daytime Emmy Award | Mejor actriz principal en una serie dramática  | General Hospital | Nominada  | [ 28 ] |